# Hinterland (huyện)
Hinterland (tiếng Pháp: District du Hinterland, tiếng Đức: Bezirk Hinterland) là một huyện hành chính cũ của Thụy Sĩ. Huyện này thuộc bang Appenzell Ausserrhoden, tồn tại từ năm 1858 đến năm 1995. Huyện có diện tích 136 kilômét vuông, với thủ phủ ở Herisau. Mã bưu chính của huyện là 1501.
Mặc dù không còn tồn tại với tư cách đơn vị hành chính, nhưng phương diện văn hóa và địa bàn thống kê vẫn được sử dụng. Dân số theo thống kê của cục thống kê Thụy Sĩ năm 1999 là 24.289 người.
Các đô thị trước đây gồm Herisau (thủ phủ), Hundwil, Schönengrund, Schwellbrunn, Stein, Urnäsch, Waldstatt.